# Ruslan Rotan
Ruslan Rotan (en ucraniano: Руслан Петрович Ротань; Poltava, R. S. S. de Ucrania, Unión Soviética, 29 de octubre de 1981) es un exfutbolista ucraniano que jugaba en la posición de centrocampista. Desde la temporada 2025-26 dirige al F. C. Polissya Zhytomyr.

## Trayectoria
Rotan se formó en las categorías inferiores del F. C. Dnipro Dnipropetrovsk, debutando en el primer equipo en la temporada 1999-2000. Posteriormente, en 2005, fue contratado por el F. C. Dinamo de Kiev, pero durante el parón invernal de la temporada 2007-08 regresó al F. C. Dnipro Dnipropetrovsk, firmando un contrato de tres temporadas.

## Selección nacional
Fue internacional con la selección de fútbol de Ucrania, con la que debutó en 2003 y anotó ocho goles en los cien partidos que disputó.

### Participaciones en Copas del Mundo
| Mundial                        | Sede     | Resultado        |
| ------------------------------ | -------- | ---------------- |
| Copa Mundial de Fútbol de 2006 | Alemania | Cuartos de final |

## Clubes

### Como jugador
| Club                        | País            | Año       |
| --------------------------- | --------------- | --------- |
| F. C. Dnipro Dnipropetrovsk | Ucrania         | 1998-2005 |
| F. C. Dinamo de Kiev        | Ucrania         | 2005-2008 |
| F. C. Dnipro Dnipropetrovsk | Ucrania         | 2008-2017 |
| S. K. Slavia Praga          | República Checa | 2017-2018 |
| F. C. Dinamo de Kiev        | Ucrania         | 2018      |

### Como entrenador
| Club                            | País    | Año       |
| ------------------------------- | ------- | --------- |
| Selección sub-21 de Ucrania     | Ucrania | 2018-2023 |
| F. C. Oleksandria               | Ucrania | 2022-2025 |
| Selección de Ucrania (interino) | Ucrania | 2023      |
| Selección sub-23 de Ucrania     | Ucrania | 2023-2024 |
| F. C. Polissya Zhytomyr         | Ucrania | 2025-     |

## Palmarés

### Campeonatos nacionales
| Título                     | Club                 | País            | Año  |
| -------------------------- | -------------------- | --------------- | ---- |
| Copa de Ucrania            | F. C. Dinamo de Kiev | Ucrania         | 2006 |
| Supercopa de Ucrania       | F. C. Dinamo de Kiev | Ucrania         | 2006 |
| Liga Premier de Ucrania    | F. C. Dinamo de Kiev | Ucrania         | 2007 |
| Copa de Ucrania            | F. C. Dinamo de Kiev | Ucrania         | 2007 |
| Supercopa de Ucrania       | F. C. Dinamo de Kiev | Ucrania         | 2007 |
| Copa de la República Checa | S. K. Slavia Praga   | República Checa | 2018 |